# Riffelblech

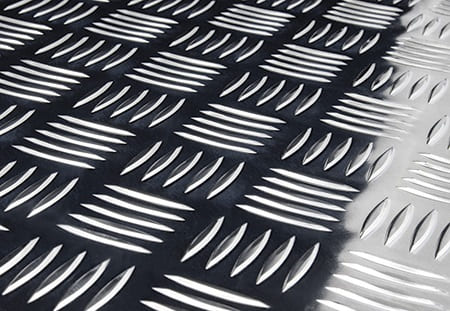
Riffelblech Quintett-Muster aus Aluminium

Als Riffelblech bezeichnet man Bleche (aus Stahl, Edelstahl, Aluminium o. ä.) mit diagonal gerippter Struktur. Dies dient in erster Linie zur Verbesserung der Rutschfestigkeit, außerdem wird es als Verzierung verwendet. Die Riffelung wird bei der Herstellung des Blechs durch hohe Kraft von Umformwalzen aufgebracht und lässt sich nicht durch nachträgliches Prägen herstellen.
Im Laufe der Zeit wurden weitere Formen und Strukturen geschaffen, die den gleichen Zweck erfüllen. Sehr verbreitet sind Tränenbleche, Warzenbleche, Linsenbleche (im Bild: 5-fach-Linsenblech). Je nach Blechart sind dies ein bis fünf spitz zulaufende Rippen, als versetztes Karomuster angeordnet.
Riffelblech kennt man historisch als Fußbodenbelag, oft auch in Fahrzeugen. Hierfür wird, weil es leichter ist, Aluminiumblech verwendet. Die spitz zulaufenden Rippen auf der Oberfläche erhöhen die Rutschfestigkeit, speziell bei Nässe. Wegen seiner Rutschfestigkeit und Robustheit eignet sich Riffelblech auch im Bau von Rampen und Treppen.
Wegen des robusten Aussehens wird das charakteristische Muster inzwischen auch auf Handtaschen, Tischfolien u. a. in ähnlicher Form verwendet.

## Normung
Riffelbleche und Tränenbleche aus Stahl sind in Deutschland in der DIN-Norm DIN EN 10363 genormt. Laut dieser Norm werden in den Bestellangaben bezeichnet:
- Riffelbleche mit dem Kennbuchstaben „R“
- Tränenbleche mit dem Kennbuchstaben „T“.

Stahlbleche sind im Dickenbereich von drei bis zehn Millimetern genormt.
Aluminiumbleche mit eingewalzten Mustern sind in der Europäischen Norm EN 1386 genormt. Hier wird unterschieden zwischen den Musterarten „Duett“, „Quintett“, „Diamant“, „Gerstenkorn“ und „Mandel“. Blechdicken sind hier im Bereich von 1,2 bis 20 Millimetern genormt.